# 滨湖街道 (苏州市)
滨湖街道是中华人民共和国江苏省苏州市吴江区的一个街道，2011年12月成立，2018年10月撤销，下辖4个社区和7个行政村，面积34.5万平方公里，人口4.1万人。

## 行政区划
滨湖街道下辖：奥林清华、水乡、新园、苏河4个社区和长安、芦荡、捕捞、联团、高新、吴模、梅里7个行政村。